# جون ماغيري (مغني)
جون ماغيري (بالإنجليزية: Jon Maguire)‏ هو مغني وكاتب أغاني ومنتج أسطوانات بريطاني، ولد في 23 مارس 1988 في المملكة المتحدة.